# Justin Todd
Justin Todd (1932) is een Britse illustrator en kunstschilder. Hij studeerde in 1947 schilderen aan de Wimbledon Art School en tekenen aan The Royal College.
Zijn werk is beïnvloed door René Magritte. Hij begon als een historisch illustrator, maar na tien jaar beschrijvingen van het dagelijkse leven van de steentijd tot heden ging hij wat anders doen. Hij maakte kennis met zijn vrouw in 1952 en trouwde met haar in 1958. In 1964 ging hij les geven in illustreren aan de Brighton Polytechnic. Hij benaderde Penguin Books in 1967 en bracht nog eens tien jaar door met het schilderen van paperback covers voor ieder denkbaar onderwerp van horror tot romantiek, ook voor Panther Books en Fontana.
Daarna ging hij naar de wereld van de kinderboeken zoals Wind In The Willows, Alice's Adventures in Wonderland, Ring-A-Ring O'Roses, The Kingfisher Book Of Scary Poems , The Jar of the Sun en Twelve Days of Christmas en bleef daar tot zijn pensioen mee bezig.  Nu zijn het schilderijen waar hij zich  voor eigen plezier mee bezighoudt.

## Omslagen en Frontillustraties
- Lombard Merchants 1970
- Charles Baudelaire 1970
- The Big Win 1971
- The Girl in Melanie Klein 1972
- Centre of the Cyclone 1972
- The Journey East 1972
- Suburbia 1972
- The Tale of Willy's Rats 1973
- Tales of the Dervishes 1973
- The English Novel from Dickens to Lawrence 1973
- Secret Places of the Lion 1973
- The Bible and Flying Saucers 1973
- Einstein 1974
- Scottish Tales of Terror 1974
- The Book of the Damned 1974
- Folk Song in England 1974
- Good Newes for Modern Man 1974
- Sea Tales of Terror 1974
- Mythical Beasts 1974
- Welsh Tales of Terror 1974
- Irish Tales of Terror 1975
- Oriental Tales of Terror 1975
- Good News in Letters of Paul 1975
- Tolkien's World 1975
- The Suoernaturel Omnibus 1976
- Spinsters in Jeopardy 1976
- Crime and Personality 1976
- A Month of Sundays 1976
- The Legend of Tetuna 1977
- Seven Gothic Tales 1977
- Nightmar Blue 1977